# 格蕾丝·热约罗
奥内玛·格蕾丝·热约罗（法語：Onema Grace Geyoro；1997年7月2日—），法国女子职业足球运动员，司职中场，目前效力于巴黎圣日耳曼足球俱乐部和法国国家女子足球队。她曾代表法国参加2024年夏季奥林匹克运动会女子足球比赛。